# Herminia punctalis
Herminia punctalis là một loài bướm đêm trong họ Noctuidae.